# Lehmisaari (ö i Norra Savolax, Nordöstra Savolax)
Lehmisaari är en ö i Finland. Den ligger i sjön Rikkavesi och i kommunen Kaavi i den ekonomiska regionen  Nordöstra Savolax ekonomiska region  och landskapet Norra Savolax, i den centrala delen av landet, 400 km nordost om huvudstaden Helsingfors. Öns area är 45,6 hektar och dess största längd är 1,2 kilometer i nord-sydlig riktning.